# Dutton-Dunwich
Dutton/Dunwich to gmina (ang. township) w Kanadzie, w prowincji Ontario, w hrabstwie Elgin.
Powierzchnia Dutton/Dunwich to 294,63 km².
Według danych spisu powszechnego z roku 2001 Dutton/Dunwich liczy 3696 mieszkańców (12,54 os./km²).